# Stor-Klockarträsk (naturreservat)
Stor-Klockarträsk är ett naturreservat i Piteå kommun i Norrbottens län.
Området är naturskyddat sedan 2016 och är 1,2 kvadratkilometer stort. Reservatet omfattar skog och våtmarker väster om Stor-Klockarträsket och söder om Lillpiteälven. Reservatets skog består av torr tallskog, lövsumpskog och gransumpskog.